# اسب بلوچی
بلوچی یا اسب بلوچی (به انگلیسی: Baluchi) نژادی از اسب است که بومی ایالت‌های بلوچستان، سند و پنجاب پاکستان می‌باشد.

## مشخصات
اسب بلوچی معمولاً کهربایی، شاه‌بلوطی یا خاکستری رنگ است. جثهٔ آن کوچک بوده و دارای گردنی کشیده و پاهایی قوی ولی خوش‌حالت می‌باشد. گوش‌های اسب بلوچی به سمت داخل تاب دارد و نوک آنها یکدیگر را لمس می‌نماید. این اسب از نظر ظاهری تاحدودی شبیه اسب نژاد کاتیاواری هندی است و گمان می‌رود نسبتی نیز با اسب‌های بارب سواحل بارباری در آفریقای شمالی داشته باشد.
از اسب بلوچی برای سواری‌های تفریحی یا کشیدن گاری‌های کوچک استفاده می‌شود.